# Енюхина, Галина Юрьевна
Гали́на Ю́рьевна Еню́хина (род. 1 октября 1959, Красноярск) — советская и российская велогонщица. Заслуженный мастер спорта.

## Биография
Родилась 1 октября 1959 года в Красноярске.
Окончила НГУ им. П. Ф. Лесгафта в 1992 году.
Занималась под руководством заслуженного тренера СССР и России Станислава Соловьёва. Двукратный серебряный призер чемпионатов мира 1989 и 1995 года, чемпионка мира в спринтерской гонке на треке 1994 года, участница Олимпийских игр в Барселоне (1992, пятое место в спринтерской гонке на 100 метров).
Мировой рекорд Енюхиной в «Крылатском» в гите с ходу на 200 метров упоминается по радиостанции «Маяк» в первой серии телефильма «Бандитский Петербург. Фильм 2. Адвокат».